# Pfarrkirche Stephanshart

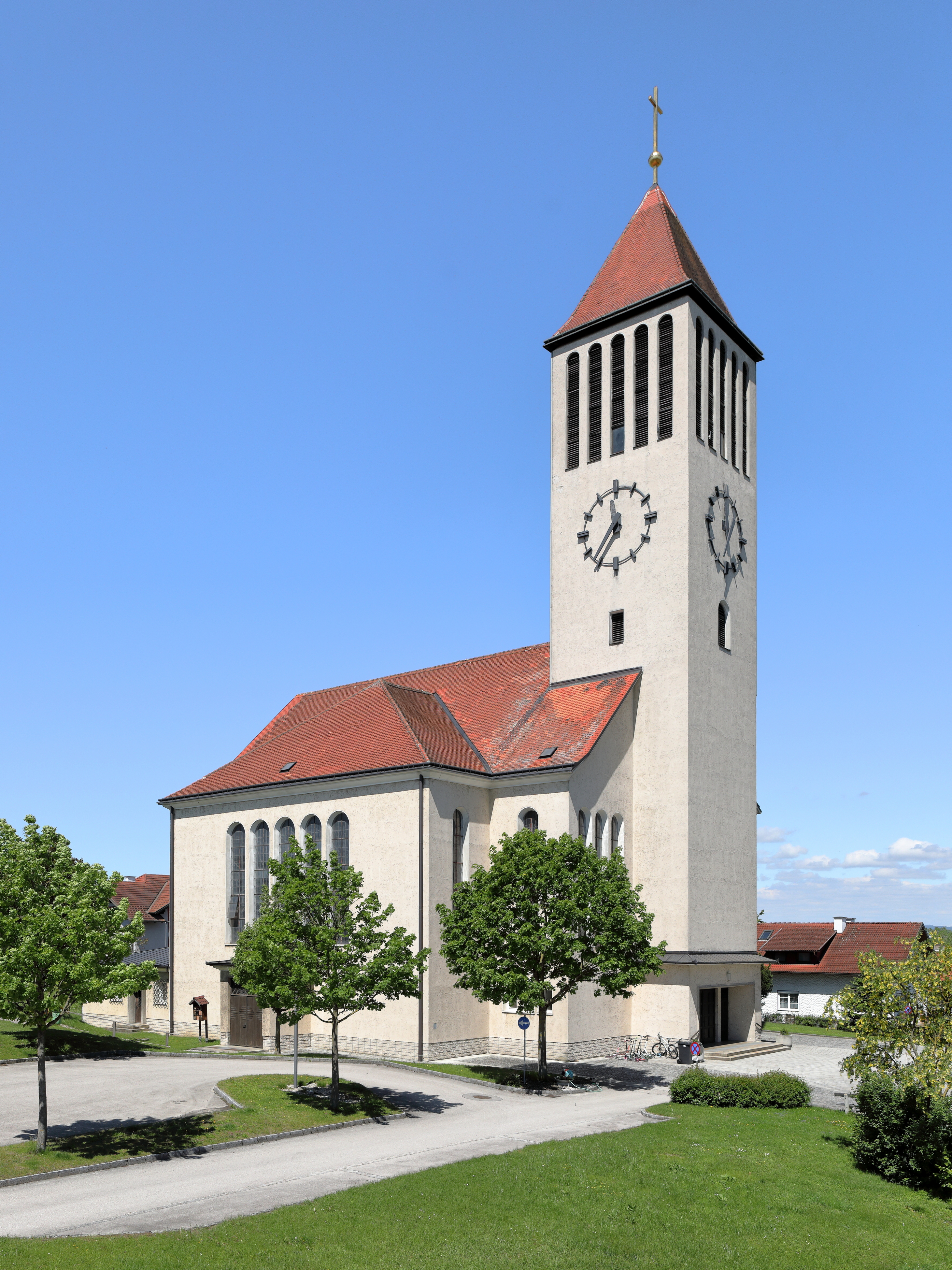
Katholische Pfarrkirche hl. Stephanus in Stephanshart

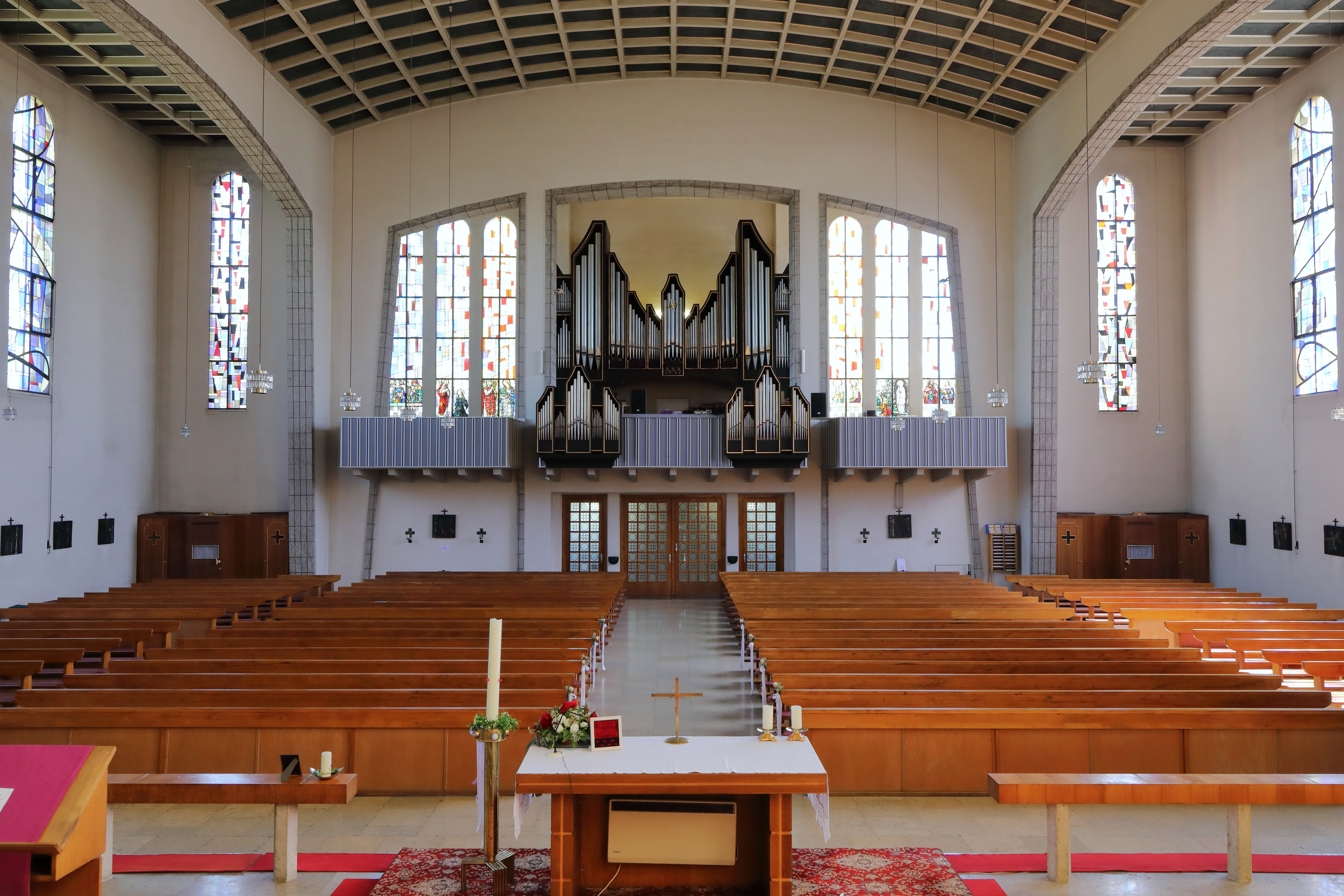
Vom Altar zur Orgelempore

Die Pfarrkirche Stephanshart, auch sogenannter Machlanddom, steht weithin sichtbar in beherrschender Lage auf der höchsten Erhebung des Ortes Stephanshart in der Marktgemeinde Ardagger im Bezirk Amstetten in Niederösterreich. Die dem Heiligen Stephanus geweihte römisch-katholische Pfarrkirche gehört zum Dekanat Amstetten in der Diözese St. Pölten. Seit 2024 steht das Kirchengebäude unter Denkmalschutz (Listeneintrag).

## Geschichte
Die erste Kirche wurde Anfang des 11. Jahrhunderts vom Bistum Passau gegründet. Im Jahr 1140 überließ Bischof Reginbert dem Stift Ardagger tauschweise die Kirchen in Stephanshart und Zeillern. Stephanshart war nun ein Vikariat des Stiftes Ardagger. Die ab 1560 protestantische Pfarre wurde im 17. Jahrhundert rekatholisiert. Während der Regierungszeit von Kaiser Joseph II. erfolgte 1784 die Erhebung zur selbständigen Pfarre.
Nachdem die alte Kirche, die auf das 12. Jahrhundert zurückging, durch Hangrutschungen baufällig geworden war und 1957 behördlich gesperrt wurde, entschloss man sich zu einem Neubau. Von 1956 bis 1959 wurde nach den Plänen der Architekten Franz Barnath und Josef Gruber eine neue Kirche errichtet.

## Architektur
Die Kirche ist ein monumentaler Bau aus Stahlbeton mit gestaffelten kubischen Bauteilen und einem eingestellten und vorgebautem hochaufragenden Ostturm.
Das Kircheninnere zeigt eine quadratische Halle von beachtlicher Höhe mit segmentbogig ausgeschnittenen Wandteilen als Stützkonstruktion mit Kunststeinplattendekor zu seichten gleich hohen seitlichen Raumnischen und zum bühnenhaft gestaffelten Rechteckchor. Die Flachtonnengewölbe sind kräftig kassettiert, die Halle ist mit drei- bis fünfteilige Wandverglasungen stark lichtdurchflutet.
Die Chorwand zeigt ein 1959 gestaltetes Sgraffito Glorie des hl. Stephanus von Robert Herfert, der auch die modernen Kreuzwegbilder schuf.

## Ausstattung
Die einheitliche Einrichtung entwarf Robert Herfert in Bewahrung von einzelnen Objekten aus der ehemaligen Pfarrkirche.
Der Hochaltar trägt einen Tabernakel mit Emailgestaltung. Darüber hängt ein Kruzifix aus Bronze aus 1970. Im vorderen Chorbereich stehen barocke Statuen Petrus, Johannes und Gnadenstuhl wie auch Leonhard und Florian aus der ersten Hälfte des 18. Jahrhunderts, die Figuren Barbara und Katharina sind aus dem 17. Jahrhundert.
Qualitätsvolle Seitenaltarbild aus dem Umkreis von Martin Johann Schmidt aus der zweiten Hälfte des 18. Jahrhunderts zeigen Kreuzigung und Kreuzabnahme.
Eine Orgel der Gebrüder Mauracher aus 1935 wurde 1960 von Gregor Hradetzky umgebaut. Seit 2007 befindet sich in der Kirche die Olympiaorgel (Baujahr 1964) aus dem Stift Wilten, sie besitzt mehr als 3100 Pfeifen. Eine Glocke nennt Paulus aus Freistadt 1573.
An der linken östlichen Außenmauer befindet sich ein stark verwitterter romanischer Priestergrabstein.